# Graciela de la Lama

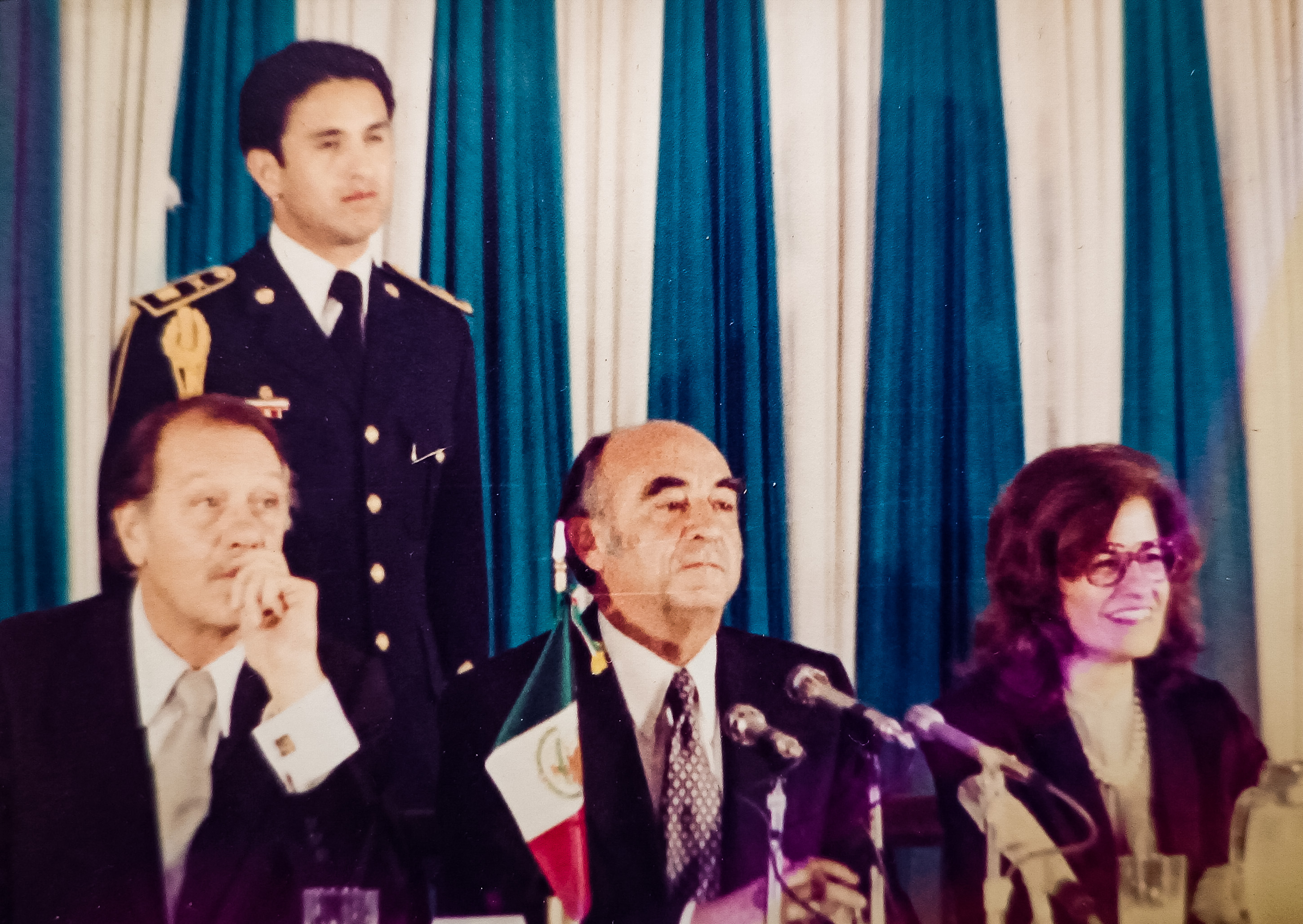
De izquierda a derecha: Jorge Castañeda, canciller de México, José López Portillo, presidente de México y la embajadora Graciela de la Lama.

Graciela de la Lama Gómez (Ciudad de México, 22 de enero de 1933 - Ciudad de México, 22 de enero de 2019), fue una diplomática mexicana; académica especialista en filosofía india, sanscritista, traductora, investigadora y filántropa. Fue embajadora de la República Mexicana en India (concurrente en Bangladés, Sri Lanka, Maldivas y Nepal) entre 1980 y 1988, y en Egipto (concurrente en Sudán, Jordania, Irak y Siria) entre 1988 y 1992. Durante ese tiempo y a lo largo de varios sexenios más, fue también asesora del gobierno mexicano en materia de política internacional, a través de la Secretaría de Relaciones Exteriores. Como académica, fundó el Centro de Estudios de Asia y África del Colegio de México y fue su primera directora, además de impartir la cátedra de Historia de la India Antigua e Historia de la India Moderna en la Facultad de Filosofía y Letras de la Universidad Nacional Autónoma de México. 
Graciela de la Lama fue la primera mujer designada en las dos embajadas que encabezó.

## Biografía
Nacida en México el 22 de enero de 1933, pasó su infancia junto a sus hermanos en Puebla, durante los tiempos de precandidatura de Lázaro Cárdenas. Durante este tiempo, recibió educación católica tradicional por parte de sus padrinos.

## Carrera

### Vida académica

#### Estudios
Realizó sus estudios de licenciatura en la Facultad de Filosofía y Letras de la UNAM. Posteriormente, en 1954, ingresó al Colegio de México. Entre 1959 y 1960, realizó estudios de Posgrado en Filosofía India y Budismo, en la Sorbonne de París, Francia. En 1973 presentó, como parte de su tesis de maestría, la traducción del sánscrito de la Mandukya Upanisad. Junto con Margo Glantz y Olga Pellicer, fue una de las primeras residentes de la Casa de México en París.

#### Contribuciones académicas
En 1969, Graciela de la Lama publicó la primera traducción al español de la obra de teatro clásica, atribuida a orígenes divinos, Priyadarsika: la prometida cautiva. Como traductora, produjo igualmente la versión en español de la Mandukya Upanishad y la Karika de Gaudapada. Enseñó las materias "Historia de la India Antigua" e "Historia de la India Moderna" en el Colegio de Historia de la Facultad de Filosofía y Letras de la Universidad Nacional Autónoma de México.
Además, impulsó la consolidación de la "Revista de Estudios Orientales" (más tarde, rebautizada como "Estudios de Asia y África" por iniciativa de la Embajadora) emitida periódicamente hasta la fecha por el Colegio de México.
Fue fundadora del Centro de Estudios de Asia y África del Colegio de México y la Asociación Latinoamericana de Estudios de Asia y África.

### Vida profesional

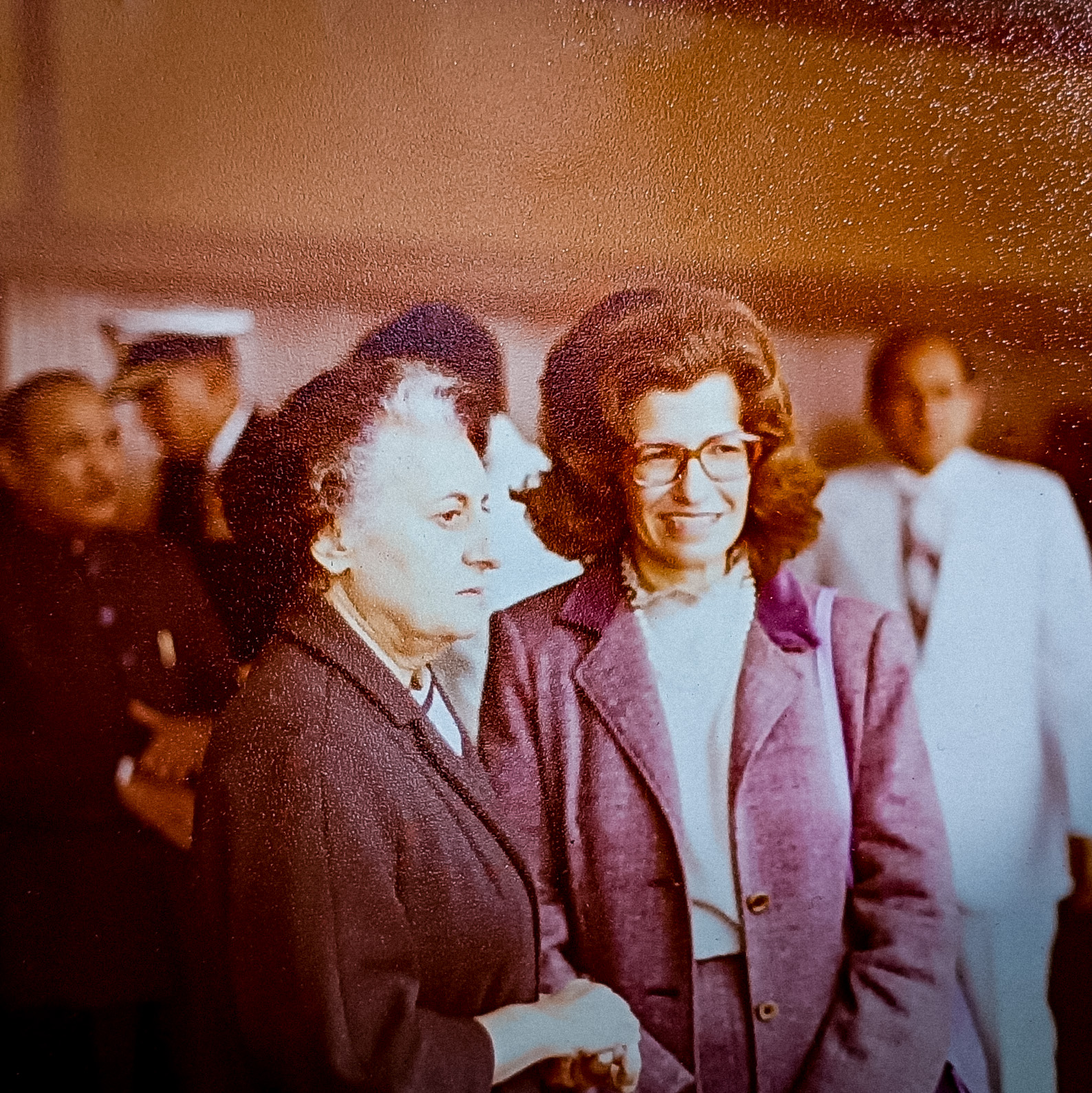
La Embajadora Graciela de la Lama con Indira Gandhi, primera ministra de India.

#### Embajadora en India
Fue Embajadora de México en la India y en Egipto, y representó a México en forma concurrente en otros ocho países del subcontinente asiático y de África septentrional. Durante su residencia como cabeza de la misión diplomática de México en la India, destacó por su conocimiento en la cultura, religión y filosofía del país que la recibió y facilitó la participación de la India en la 1.ª Reunión Internacional sobre Cooperación y Desarrollo (Cancún, 1981), a la que acudió personalmente la primera ministra india. También, defendió el liderazgo México como país observador en el Movimiento de Países no Alineados. Tuvo que enfrentar la crisis social surgida a raíz del asesinato de Indira Gandhi por parte de sus guardaespaldas.
Además, formó parte de la primera Cumbre de Países para la Paz y el Desarme, junto con el presidente Miguel de la Madrid Hurtado (Nueva Delhi, 1985). Impulsó también acuerdos bilaterales como el que permitió que la Casa de Moneda de México acuñara dos mil millones de monedas indias, posicionando así la capacidad industrial del país latinoamericano ante naciones como Alemania o Gran Bretaña.

#### Embajadora en Egipto
Fue nombrada como Embajadora en Egipto al terminar su misión en India, en 1988, por su ya reconocido conocimiento de los procesos independentistas de los países de Asia y África. Durante su mandato, participó en la evacuación de ciudadanos mexicanos desde Amán y Bagdad, a partir de que se dio a conocer la noticia de la invasión de Kuwait en el marco de la Segunda Guerra del Golfo.

### Contribuciones culturales en México
Fue fundadora de la Casa de la Cultura de la India en México, junto con Víctor Urquidi, Octavio Paz y Jorge Carpizo. Fue una importante benefactora del recinto y financió importantemente su operación hasta su fallecimiento. Asimismo, contribuyó a la restauración del recinto colonial de la Hacienda Cuautlita ("Hacienda La Luna"), en Tetecala, Morelos.

### Labor humanitaria
Perteneció al Club de Roma y hacía aportaciones regulares a Save the Children. Fue, igualmente, benefactora del Centro Tepoztlán A.C.

## Vida personal

### Religión
Graciela De La Lama profesaba el catolicismo tradicional.

### Vida familiar
Tuvo seis hermanos: el escritor e ingeniero Francisco De La Lama, Adolfo, Eréndira, Alfredo, Luis y Elda María de la Lama. Contrajo matrimonio con el psicoanalista y vice-cónsul mexicano Julio González Tejada, con quien tuvo tres hijos (Alfredo, Renée Lilian y Horacio) y, posteriormente, cinco nietos (Emiliano, Álvaro, Julia Mariana, Santiago y Alejandro Patricio). 

### Aficiones
Fue aficionada a la jardinería, a la lectura, a la arquitectura, a la restauración y a la gastronomía.

### Relaciones destacadas
A lo largo de su vida, Graciela De La Lama colaboró y entabló amistad con personalidades como:
- Octavio Paz, destacado escritor y diplomático mexicano, Premio Nobel de Literatura 1990 y Premio Cervantes 1981.
- Manuel Felguérez, destacado artista plástico.
- Juan Carlos I, rey emérito de España.
- Alberto Salamanca, embajador de Bolivia en Egipto.
- Víctor Urquidi, académico, ex-director del Colegio de México y Rector del Centro Tepoztlán, A.C.
- Napoleón Gómez Urrutia, sindicalista y Senador de la República Mexicana.
- Indira Gandhi, primera ministra de India.
- José López Portillo, expresidente de México.
- Miguel de la Madrid, expresidente de México.
- Lorenzo Meyer, destacado académico y periodista mexicano.

### Fallecimiento
La Embajadora Graciela De La Lama falleció el 22 de enero de 2019 en su casa del Olivar de los Padres, en la Ciudad de México, debido a un cáncer en las vías biliares. Su funeral se llevó a cabo en Gayosso Félix Cuevas, en la Ciudad de México.